# Thống đốc Ohio
Thống đốc bang Ohio là người đứng đầu nhánh hành pháp của bang Ohio và tổng tư lệnh Vệ binh quốc gia Ohio. Thống đốc có nhiệm vụ  thi hành luật tiểu bang, quyền phê duyệt hoặc bãi bỏ dự luật được thông qua bởi Đại hội đồng Ohio, quyền triệu tập cơ quan lập pháp và quyền cấp ân xá, ngoại trừ trong các trường hợp phản quốc và luận tội.